# Canada aux Jeux olympiques d'hiver de 1988
Le Canada participe aux Jeux olympiques d'hiver de 1988, qui ont lieu à Calgary au Canada. C'est la deuxième fois que ce pays accueille les Jeux olympiques après les Jeux olympiques d'été de 1976, organisés à Montréal. Représenté par 112 athlètes, le Canada prend part aux Jeux d'hiver pour la quinzième fois de son histoire après sa présence à toutes les éditions précédentes. Comme aux Jeux d'été de 1976, les athlètes canadiens ne remportent aucune médaille d'or. Ils sont au 13e rang du tableau des médailles avec deux médailles d'argent et trois de bronze.

## Médaillés
| Médaille                            | Athlète                    | Sport               | Épreuve         |
| ----------------------------------- | -------------------------- | ------------------- | --------------- |
| Médaille d'argent, Jeux olympiques  | Brian Orser                | Patinage artistique | Simple hommes   |
| Médaille d'argent, Jeux olympiques  | Elizabeth Manley           | Patinage artistique | Simple femmes   |
| Médaille de bronze, Jeux olympiques | Karen Percy                | Ski alpin           | Descente femmes |
| Médaille de bronze, Jeux olympiques | Karen Percy                | Ski alpin           | Descente femmes |
| Médaille de bronze, Jeux olympiques | Tracy Wilson Robert McCall | Patinage artistique | Dance sur glace |

## Résultats

### Biathlon

#### Hommes
| Épreuve | Athlète           | Manquées 1 | Temps         | Rang |
| ------- | ----------------- | ---------- | ------------- | ---- |
| 10 km   | Paget Stewart     | 4          | 29 min 06 s 9 | 58   |
| 10 km   | Charles Plamondon | 3          | 28 min 30 s 5 | 55   |
| 10 km   | Ken Karpoff       | 1          | 28 min 12 s 9 | 46   |
| 10 km   | Glenn Rupertus    | 2          | 27 min 38 s 6 | 34   |

| Épreuve | Athlète           | Temps             | Manquées | Temps ajusté 2    | Rang |
| ------- | ----------------- | ----------------- | -------- | ----------------- | ---- |
| 20 km   | Jamie Kallio      | 1 h 03 min 13 s 1 | 7        | 1 h 10 min 13 s 1 | 59   |
| 20 km   | Charles Plamondon | 59 min 27 s 5     | 5        | 1 h 04 min 27 s 5 | 46   |
| 20 km   | Glenn Rupertus    | 56 min 10 s 4     | 7        | 1 h 03 min 10 s 4 | 34   |
| 20 km   | Ken Karpoff       | 59 min 19 s 7     | 3        | 1 h 02 min 19 s 7 | 33   |

#### Relais 4×7,5 km hommes
| Athlètes                                                  | Course     | Course            | Course |
| Athlètes                                                  | Manquées 1 | Temps             | Rang   |
| --------------------------------------------------------- | ---------- | ----------------- | ------ |
| Charles Plamondon Glenn Rupertus Ken Karpoff Jamie Kallio | 4          | 1 h 33 min 37 s 0 | 15     |

1 Une boucle de pénalité 150 mètres par cible manquée doit être parcourue.

2 Une minute ajoutée par cible manquée.

### Bobsleigh
| Bob   | Athlètes                                            | Épreuve             | Manche 1 | Manche 1 | Manche 2 | Manche 2 | Manche 3      | Manche 3 | Manche 4      | Manche 4 | Total         | Total |
| Bob   | Athlètes                                            | Épreuve             | Temps    | Rang     | Temps    | Rang     | Temps         | Rang     | Temps         | Rang     | Temps         | Rang  |
| ----- | --------------------------------------------------- | ------------------- | -------- | -------- | -------- | -------- | ------------- | -------- | ------------- | -------- | ------------- | ----- |
| CAN-1 | Greg Haydenluck Lloyd Guss                          | Bob à deux hommes   | 57 s 36  | 3        | 59 s 90  | 13       | 1 min 00 s 11 | 7        | 59 s 60       | 12       | 3 min 56 s 97 | 10    |
| CAN-2 | David Leuty Kevin Tyler                             | Bob à deux hommes   | 58 s 56  | 18       | 59 s 08  | 5        | 1 min 00 s 55 | 13       | 1 min 00 s 00 | 16       | 3 min 58 s 19 | 13    |
| CAN-1 | Chris Lori Ken LeBlanc Andrew Swim Howard Dell      | Bob à quatre hommes | 56 s 66  | 3        | 58 s 05  | 14       | 57 s 34       | 18       | 58 s 32       | 17       | 3 min 50 s 37 | 15    |
| CAN-2 | Greg Haydenluck Cal Langford Kevin Tyler Lloyd Guss | Bob à quatre hommes | 57 s 18  | 13       | 57 s 82  | 11       | 56 s 67       | 8        | 58 s 32       | 17       | 3 min 49 s 99 | 13    |

### Combiné nordique

#### Individuel hommes
Épreuves:
- Saut à ski, tremplin normal (Deux meilleurs sauts sur trois)
- Ski de fond 15 km (Retards au départ basés sur les résultats du saut à ski)

| Athlète     | Saut à ski | Saut à ski | Ski de fond    | Ski de fond   | Total   | Total |
| Athlète     | Points     | Rang       | Commence après | Temps         | Points  | Rang  |
| ----------- | ---------- | ---------- | -------------- | ------------- | ------- | ----- |
| Jon Servold | 187.1      | 33         | 4 min 36 s 0   | 46 min 32 s 1 | 368,535 | 38    |

### Hockey sur glace

#### Groupe A
Les trois meilleures équipes (en bleu) de chaque groupe vont au tour final.
|          | Joués | Gagnés | Perdus | Nuls | Buts pour | Buts contre | Points |
| -------- | ----- | ------ | ------ | ---- | --------- | ----------- | ------ |
| Finlande | 5     | 3      | 1      | 1    | 22        | 8           | 7      |
| Suède    | 5     | 2      | 0      | 3    | 23        | 10          | 7      |
| Canada   | 5     | 3      | 1      | 1    | 17        | 12          | 7      |
| Suède    | 5     | 3      | 2      | 0    | 19        | 10          | 6      |
| Pologne  | 5     | 1      | 3      | 1    | 9         | 13          | 3      |
| France   | 5     | 0      | 5      | 0    | 10        | 47          | 0      |

#### Résultats
- Canada 1-0 Pologne
- Canada 4-2 Suisse
- Finlande 3-1 Canada
- Canada 9-5 France
- Canada 2-2 Suède

#### Tour final
|                      | Joués | Gagnés | Perdus | Nuls | Buts pour | Buts contre | Points |
| -------------------- | ----- | ------ | ------ | ---- | --------- | ----------- | ------ |
| Union soviétique     | 5     | 4      | 1      | 0    | 25        | 7           | 8      |
| Finlande             | 5     | 3      | 1      | 1    | 18        | 10          | 7      |
| Suède                | 5     | 2      | 1      | 2    | 15        | 16          | 6      |
| Canada 4e            | 5     | 2      | 2      | 1    | 17        | 14          | 5      |
| Allemagne de l'Ouest | 5     | 1      | 4      | 0    | 8         | 26          | 2      |
| Tchécoslovaquie      | 5     | 1      | 4      | 0    | 12        | 22          | 2      |

- Union soviétique 5-0 Canada
- Canada 8-1 Allemagne de l'Ouest
- Canada 6-3 Tchécoslovaquie

#### Composition de l'équipe
Sean Burke, Rick Kosti, Andy Moog, Chris Felix, Randy Gregg, Serge Roy, Tony Stiles, Tim Watters, Trent Yawney, Zarley Zalapski, Ken Berry, Marc Habscheid, Vaughn Karpan, Wally Schreiber, Gord Sherven, Claude Vilgrain, Serge Boisvert, Brian Bradley, Bob Joyce, Merlin Malinowski, Jim Peplinski, Morgan Vanderlee, Ken Yaremchuk
Entraîneur : Dave King

### Luge

#### Hommes
| Athlète           | Manche 1 | Manche 1 | Manche 2 | Manche 2 | Manche 3 | Manche 3 | Manche 4 | Manche 4 | Total          | Total |
| Athlète           | Temps    | Rang     | Temps    | Rang     | Temps    | Rang     | Temps    | Rang     | Temps          | Rang  |
| ----------------- | -------- | -------- | -------- | -------- | -------- | -------- | -------- | -------- | -------------- | ----- |
| Chris Wightman    | 47 s 855 | 29       | 47 s 856 | 25       | 47 s 773 | 23       | 48 s 182 | 26       | 3 min 11 s 666 | 24    |
| Nil Labrecque     | 47 s 461 | 23       | 47 s 866 | 26       | 49 s 307 | 31       | 48 s 093 | 24       | 3 min 12 s 727 | 27    |
| Harington Telford | 47 s 152 | 18       | 47 s 564 | 21       | 47 s 119 | 16       | 47 s 463 | 19       | 3 min 09 s 298 | 19    |

#### Doubles hommes
| Athlètes                | Manche 1 | Manche 1 | Manche 2 | Manche 2 | Total          | Total |
| Athlètes                | Temps    | Rang     | Temps    | Rang     | Temps          | Rang  |
| ----------------------- | -------- | -------- | -------- | -------- | -------------- | ----- |
| Bob Gasper André Benoit | 46 s 240 | 9        | 47 s 066 | 12       | 1 min 33 s 306 | 10    |
| Sam Salmon Dan Doll     | 48 s 300 | 17       | 49 s 058 | 18       | 1 min 37 s 358 | 17    |

#### Femmes
| Athlète            | Manche 1 | Manche 1 | Manche 2 | Manche 2 | Manche 3 | Manche 3 | Manche 4 | Manche 4 | Total          | Total |
| Athlète            | Temps    | Rang     | Temps    | Rang     | Temps    | Rang     | Temps    | Rang     | Temps          | Rang  |
| ------------------ | -------- | -------- | -------- | -------- | -------- | -------- | -------- | -------- | -------------- | ----- |
| Kathy Salmon       | 47 s 569 | 18       | 48 s 112 | 19       | 48 s 356 | 20       | 47 s 670 | 19       | 3 min 11 s 707 | 19    |
| Marie-Claude Doyon | 46 s 372 | 5        | 46 s 596 | 7        | 46 s 796 | 11       | 46 s 447 | 6        | 3 min 06 s 211 | 7     |

### Patinage artistique

#### Hommes
| Athlète       | CF | SP | FS | TFP  | Rang                               |
| ------------- | -- | -- | -- | ---- | ---------------------------------- |
| Neil Paterson | 17 | 13 | 16 | 31.4 | 16                                 |
| Kurt Browning | 11 | 7  | 6  | 15.4 | 8                                  |
| Brian Orser   | 3  | 1  | 2  | 4.2  | Médaille d'argent, Jeux olympiques |

#### Femmes
| Athlète          | CF | SP | FS | TFP  | Rang                               |
| ---------------- | -- | -- | -- | ---- | ---------------------------------- |
| Charlene Wong    | 18 | 14 | 13 | 29.4 | 13                                 |
| Elizabeth Manley | 4  | 3  | 1  | 4.6  | Médaille d'argent, Jeux olympiques |

#### Couples
| Athlètes                       | SP | FS | TFP  | Rang |
| ------------------------------ | -- | -- | ---- | ---- |
| Isabelle Brasseur Lloyd Eisler | 7  | 9  | 12.5 | 9    |
| Christine Hough Doug Ladret    | 8  | 8  | 12.0 | 8    |
| Denise Benning Lyndon Johnston | 5  | 7  | 9.5  | 6    |

#### Danse sur glace
| Athlètes                         | CD | OD | FD | TFP  | Rang                                |
| -------------------------------- | -- | -- | -- | ---- | ----------------------------------- |
| Melanie Cole Michael Farrington  | 16 | 16 | 16 | 32.0 | 16                                  |
| Karyn Garossino Rodney Garossino | 12 | 12 | 12 | 24.0 | 12                                  |
| Tracy Wilson Robert McCall       | 3  | 3  | 3  | 6.0  | Médaille de bronze, Jeux olympiques |

### Patinage de vitesse

#### Hommes
| Épreuve  | Athlète         | Course         | Course |
| Épreuve  | Athlète         | Temps          | Rang   |
| -------- | --------------- | -------------- | ------ |
| 500 m    | Robert Tremblay | 38 s 34        | 29     |
| 500 m    | Daniel Turcotte | 37 s 60        | 17     |
| 500 m    | Gaétan Boucher  | 37 s 47        | 14     |
| 500 m    | Guy Thibault    | 36 s 96        | 7      |
| 1000 m   | Marcel Tremblay | 1 min 15 s 13  | 22     |
| 1000 m   | Jean Pichette   | 1 min 14 s 72  | 19     |
| 1000 m   | Guy Thibault    | 1 min 14 s 16  | 7      |
| 1000 m   | Gaétan Boucher  | 1 min 13 s 77  | 5      |
| 1500 m   | Gregor Jelonek  | 1 min 56 s 37  | 23     |
| 1500 m   | Ben Lamarche    | 1 min 55 s 59  | 18     |
| 1500 m   | Jean Pichette   | 1 min 54 s 63  | 10     |
| 1500 m   | Gaétan Boucher  | 1 min 54 s 18  | 9      |
| 5000 m   | Gordon Goplen   | 7 min 08 s 49  | 34     |
| 5000 m   | Jean Pichette   | 7 min 04 s 95  | 31     |
| 5000 m   | Ben Lamarche    | 6 min 57 s 63  | 21     |
| 10 000 m | Gordon Goplen   | 14 min 31 s 18 | 20     |
| 10 000 m | Ben Lamarche    | 14 min 21 s 39 | 10     |

#### Femmes
| Épreuve | Athlète               | Course        | Course |
| Épreuve | Athlète               | Temps         | Rang   |
| ------- | --------------------- | ------------- | ------ |
| 500 m   | Ariane Loignon        | 41 s 57       | 23     |
| 500 m   | Natalie Grenier       | 40 s 73       | 11     |
| 500 m   | Shelley Rhead-Skarvan | 40 s 36       | 6      |
| 1000 m  | Marie-Pierre Lamarche | 1 min 25 s 18 | 25     |
| 1000 m  | Ariane Loignon        | 1 min 22 s 75 | 19     |
| 1000 m  | Shelley Rhead-Skarvan | 1 min 21 s 84 | 14     |
| 1000 m  | Natalie Grenier       | 1 min 21 s 15 | 9      |
| 1500 m  | Caroline Maheux       | 2 min 10 s 83 | 23     |
| 1500 m  | Chantal Côté          | 2 min 09 s 62 | 21     |
| 1500 m  | Ariane Loignon        | 2 min 07 s 63 | 14     |
| 1500 m  | Natalie Grenier       | 2 min 06 s 80 | 11     |
| 3000 m  | Chantal Côté          | 4 min 35 s 74 | 26     |
| 3000 m  | Ariane Loignon        | 4 min 28 s 55 | 15     |
| 5000 m  | Kathy Gordon          | 7 min 53 s 30 | 23     |
| 5000 m  | Ariane Loignon        | 7 min 49 s 55 | 20     |
| 5000 m  | Natalie Grenier       | 7 min 46 s 96 | 18     |

### Saut à ski
| Athlète       | Épreuve         | Saut 1   | Saut 1 | Saut 2   | Saut 2 | Total  | Total |
| Athlète       | Épreuve         | Distance | Points | Distance | Points | Points | Rang  |
| ------------- | --------------- | -------- | ------ | -------- | ------ | ------ | ----- |
| Horst Bulau   | Tremplin normal | 74.5     | 80.8   | 78.0     | 86.9   | 167.7  | 44    |
| Todd Gillman  | Tremplin normal | 75.0     | 82.6   | 78.0     | 88.4   | 171.0  | 42    |
| Ron Richards  | Tremplin normal | 78.0     | 88.4   | 78.0     | 86.9   | 175.3  | 32    |
| Steve Collins | Tremplin normal | 83.5     | 102.7  | 78.0     | 88.4   | 191.1  | 13    |
| Ron Richards  | Grand tremplin  | 93.0     | 73.6   | 84.0     | 54.5   | 128.1  | 53    |
| Todd Gillman  | Grand tremplin  | 96.0     | 80.8   | 86.5     | 30.0   | 110.8  | 54    |
| Steve Collins | Grand tremplin  | 100.0    | 87.9   | 97.0     | 81.2   | 169.1  | 35    |
| Horst Bulau   | Grand tremplin  | 112.5    | 109.4  | 99.5     | 88.2   | 197.6  | 7     |

#### Grand tremplin par équipe hommes
| Athlètes                                            | Résultat | Résultat |
| Athlètes                                            | Points 1 | Rang     |
| --------------------------------------------------- | -------- | -------- |
| Horst Bulau Steve Collins Todd Gillman Ron Richards | 497.2    | 9        |

1 Quatre athlètes font deux sauts chacuun. Les trois meilleurs sauts sont comptés.

### Ski alpin

#### Hommes
| Athlète        | Épreuve      | Manche 1        | Manche 2        | Total           | Total           |
| Athlète        | Épreuve      | Temps           | Temps           | Temps           | Rang            |
| -------------- | ------------ | --------------- | --------------- | --------------- | --------------- |
| Brian Stemmle  | Descente     |                 |                 | Disqualifié     | Disqualifié     |
| Felix Belczyk  | Descente     |                 |                 | 2 min 03 s 59   | 18              |
| Rob Boyd       | Descente     |                 |                 | 2 min 03 s 27   | 16              |
| Mike Carney    | Descente     |                 |                 | 2 min 03 s 25   | 14              |
| Alain Villiard | Super-G      |                 |                 | N'a pas terminé | N'a pas terminé |
| Rob Boyd       | Super-G      |                 |                 | 1 min 45 s 04   | 22              |
| Felix Belczyk  | Super-G      |                 |                 | 1 min 44 s 31   | 19              |
| Jim Read       | Super-G      |                 |                 | 1 min 43 s 01   | 13              |
| Greg Grossmann | Slalom géant | Disqualifié     | Disqualifié     | Disqualifié     | Disqualifié     |
| Peter Bosinger | Slalom géant | Disqualifié     | Disqualifié     | Disqualifié     | Disqualifié     |
| Alain Villiard | Slalom géant | Disqualifié     | Disqualifié     | Disqualifié     | Disqualifié     |
| Jim Read       | Slalom géant | Disqualifié     | Disqualifié     | Disqualifié     | Disqualifié     |
| Greg Grossmann | Slalom       | N'a pas terminé | N'a pas terminé | N'a pas terminé | N'a pas terminé |
| Michael Tommy  | Slalom       | N'a pas terminé | N'a pas terminé | N'a pas terminé | N'a pas terminé |
| Jim Read       | Slalom       | Disqualifié     | Disqualifié     | Disqualifié     | Disqualifié     |
| Alain Villiard | Slalom       | 54 s 33         | 49 s 44         | 1 min 43 s 77   | 14              |

#### Combiné hommes
| Athlète       | Descente        | Slalom          | Slalom          | Total           | Total           |
| Athlète       | Temps           | Temps 1         | Temps 2         | Points          | Rang            |
| ------------- | --------------- | --------------- | --------------- | --------------- | --------------- |
| Rob Boyd      | N'a pas terminé | N'a pas terminé | N'a pas terminé | N'a pas terminé | N'a pas terminé |
| Mike Carney   | N'a pas terminé | N'a pas terminé | N'a pas terminé | N'a pas terminé | N'a pas terminé |
| Don Stevens   | 1 min 50 s 97   | 48 s 82         | 47 s 63         | 135 s 81        | 19              |
| Felix Belczyk | 1 min 48 s 24   | Disqualifié     | Disqualifié     | Disqualifié     | Disqualifié     |

#### Femmes
| Athlète                   | Épreuve      | Manche 1        | Manche 2        | Total           | Total                               |
| Athlète                   | Épreuve      | Temps           | Temps           | Temps           | Rang                                |
| ------------------------- | ------------ | --------------- | --------------- | --------------- | ----------------------------------- |
| Kellie Casey              | Descente     |                 |                 | N'a pas terminé | N'a pas terminé                     |
| Kerrin Lee-Gartner        | Descente     |                 |                 | 1 min 28 s 07   | 15                                  |
| Laurie Graham             | Descente     |                 |                 | 1 min 26 s 99   | 5                                   |
| Karen Percy               | Descente     |                 |                 | 1 min 26 s 62   | Médaille de bronze, Jeux olympiques |
| Kerrin Lee-Gartner        | Super-G      |                 |                 | 1 min 22 s 11   | 23                                  |
| Lucie Laroche             | Super-G      |                 |                 | 1 min 21 s 95   | 19                                  |
| Laurie Graham             | Super-G      |                 |                 | 1 min 21 s 11   | 13                                  |
| Karen Percy               | Super-G      |                 |                 | 1 min 20 s 29   | Médaille de bronze, Jeux olympiques |
| Michelle McKendry-Ruthven | Slalom géant | N'a pas terminé | N'a pas terminé | N'a pas terminé | N'a pas terminé                     |
| Karen Percy               | Slalom géant | N'a pas terminé | N'a pas terminé | N'a pas terminé | N'a pas terminé                     |
| Kerrin Lee-Gartner        | Slalom géant | 1 min 02 s 71   | 1 min 10 s 61   | 2 min 13 s 32   | 17                                  |
| Josée Lacasse             | Slalom géant | 1 min 01 s 12   | 1 min 08 s 66   | 2 min 09 s 78   | 11                                  |
| Kerrin Lee-Gartner        | Slalom       | Disqualifiée    | Disqualifiée    | Disqualifiée    | Disqualifiée                        |
| Karen Percy               | Slalom       | N'a pas terminé | N'a pas terminé | N'a pas terminé | N'a pas terminé                     |
| Michelle McKendry-Ruthven | Slalom       | 53 s 16         | 52 s 63         | 1 min 45 s 79   | 18                                  |
| Josée Lacasse             | Slalom       | 51 s 63         | 51 s 51         | 1 min 43 s 14   | 16                                  |

#### Combiné femmes
| Athlète                   | Descente      | Slalom  | Slalom  | Total    | Total |
| Athlète                   | Temps         | Temps 1 | Temps 2 | Points   | Rang  |
| ------------------------- | ------------- | ------- | ------- | -------- | ----- |
| Nancy Gee                 | 1 min 20 s 21 | 42 s 41 | 43 s 84 | 103 s 86 | 13    |
| Karen Percy               | 1 min 18 s 22 | 40 s 62 | 43 s 38 | 54 s 47  | 4     |
| Kerrin Lee-Gartner        | 1 min 18 s 15 | 42 s 23 | 43 s 20 | 65 s 26  | 8     |
| Michelle McKendry-Ruthven | 1 min 17 s 58 | 42 s 24 | 44 s 20 | 64 s 85  | 7     |

### Ski de fond

#### Hommes
| Épreuve | Athlète         | Course            | Course |
| Épreuve | Athlète         | Temps             | Rang   |
| ------- | --------------- | ----------------- | ------ |
| 15 km   | Dennis Lawrence | 46 min 26 s 3     | 47     |
| 15 km   | Al Pilcher      | 46 min 21 s 1     | 46     |
| 15 km   | Yves Bilodeau   | 46 min 26 s 6     | 34     |
| 15 km   | Pierre Harvey   | 43 min 22 s 0     | 17     |
| 30 km   | Wayne Dustin    | 1 h 34 min 37 s 8 | 46     |
| 30 km   | Al Pilcher      | 1 h 33 min 04 s 7 | 39     |
| 30 km   | Yves Bilodeau   | 1 h 32 min 17 s 8 | 35     |
| 30 km   | Pierre Harvey   | 1 h 28 min 21 s 7 | 14     |
| 50 km   | Wayne Dustin    | 2 h 21 min 31 s 8 | 49     |
| 50 km   | Alain Masson    | 2 h 19 min 21 s 7 | 46     |
| 50 km   | Dennis Lawrence | 2 h 17 min 55 s 7 | 43     |
| 50 km   | Pierre Harvey   | 2 h 10 min 54 s 8 | 21     |

#### Relais hommes 4 × 10 km
| Athlètes                                               | Course            | Course |
| Athlètes                                               | Temps             | Rang   |
| ------------------------------------------------------ | ----------------- | ------ |
| Yves Bilodeau Al Pilcher Pierre Harvey Dennis Lawrence | 1 h 48 min 59 s 7 | 9      |

#### Femmes
| Épreuve | Athlète               | Course            | Course |
| Épreuve | Athlète               | Temps             | Rang   |
| ------- | --------------------- | ----------------- | ------ |
| 5 km    | Jean McAllister       | 17 min 32 s 4     | 46     |
| 5 km    | Carol Gibson          | 16 min 35 s 2     | 33     |
| 5 km    | Angela Schmidt-Foster | 16 min 32 s 5     | 32     |
| 5 km    | Lorna Sasseville      | 16 min 23 s 3     | 26     |
| 10 km   | Angela Schmidt-Foster | 33 min 45 s 9     | 38     |
| 10 km   | Marie-Andrée Masson   | 33 min 35 s 6     | 37     |
| 10 km   | Carol Gibson          | 33 min 03 s 9     | 33     |
| 10 km   | Lorna Sasseville      | 32 min 49 s 7     | 30     |
| 20 km   | Angela Schmidt-Foster | 1 h 04 min 21 s 9 | 44     |
| 20 km   | Jean McAllister       | 1 h 02 min 02 s 8 | 31     |
| 20 km   | Marie-Andrée Masson   | 1 h 01 min 12 s 6 | 27     |
| 20 km   | Carol Gibson          | 1 h 01 min 12 s 0 | 26     |

#### Relais femmes 4 × 5 km
| Athlètes                                                                | Course            | Course |
| Athlètes                                                                | Temps             | Rang   |
| ----------------------------------------------------------------------- | ----------------- | ------ |
| Angela Schmidt-Foster Carol Gibson Lorna Sasseville Marie-Andrée Masson | 1 h 04 min 22 s 6 | 9      |